# 花代 (写真家)
花代（はなよ、本名：中島 花代（なかじま はなよ）、1970年 - ）は、日本出身の写真家・現代美術家・音楽家、元モデル。ドイツ・東京都在住。無所属。ドイツ人との間にモデル・女優である娘の点子がいる。

## 略歴
大学中退後、向島で半玉（はんたまー芸者の卵）修業を開始。そのエピソードはロンドンの『The Face』誌に掲載され、その表紙を飾り、ジャン＝ポール・ゴルチエなどのモデルとしても経験した。
日本ではTVや舞台などに多数出演、さらに歌手としてソロ活動。1995年のウィスパーヴォイスで収録された『真っ赤なしずく』が話題となった。そのほか、多彩なコラボレーションも展開。秋田昌美、カイ・アルトホフ、メイヨ・トンプソン、テーリ・テムリッツ、デイジー・チェインソー、The Panacea、中原昌也ほか、近年では、ジョナサン・ベプラーやトニー・コンラッドと舞台音楽で共演したり、ベルンハルト・ウィルヘルムのショーでライブ・パフォーマンス、そしてユルゲン・パーペとカバーした「夢見るジョー」（Joe Le Taxi）がソウルワックスの2ManyDjsに使われてヒットした。
1997年、イギリスのオルタナティヴ・ロック・バンド、ヴァピッドリー (Vapid Dolly)に加入。
ドイツではクリストフ・シュリンゲンズィーフの舞台や映画に多数出演していた。並行して13歳の時から同じカメラで自身の日常を幻想的な色彩で切り取る写真を撮り続けており、またこうした要素にコラージュ、パフォーマンス、音楽、立体表現を加えたインスタレーションを発表している。
ファッション・デザイナーのagnès b.は、花代の作品集を作ったり、ショーのモデルに起用したり音楽を使用するなど大ファンである。1996年にタカ・イシイギャラリーでの彼女の個展に訪れた森山大道は「初めて人の写真に嫉妬した」と言う。

## 写真集
- 1996年 - 『ハナヨメ』（寄稿：飯沢耕太郎、秋田昌美）（新潮社）ISBN 4106024209
- 2000年 - 『ドリームムムム…ブック』（リトルモア）ISBN 4898150349
- 2004年 - 『hanayo』（寄稿：椹木野衣、三木あきこ、Jérome Sans）（Galerie du Jour agnés b., 河出書房新社）ISBN 4309905404
- 2008年 - 『MAGMA』（赤々舎）ISBN 4903545253
- 2010年 - 『よなは』（天然文庫）
- 2010年 - 『花代写真帖 物理的心霊現象のメカニズム』（パラボリカ・ビス）ISBN 97849029164C0070
- 2010年 - 『COLPOESNE』（ユトレヒト）ISBN 9784904479322
- 2011年 - 『Koenzine』（ユトレヒト）
- 2012年 - 『Doppelgänger N Da Hood』（lim art）
- 2013年 - 『berlin』（月曜社）
- 2013年 - 『灰色区域』（小熊猫出版）
- 2015年 - 『DIM』（libro Arte）
- 2015年 - 『As a Mayfly』（+81）
- 2015年 - 『MUSIC』（Flowers Inc）
- 2016年 -  花代・沢渡朔『点子』（Case Publishing）
- 2017年 - 『灰色区域grauzone 3』（baby panda printing）
- 2018年 - 『何じょう物じゃ』（yyy press）

## 書籍
- 小さな芸者さん!お酌チャンNo.1! ISBN 4889912592

## 主な個展
- 1996年 - 展覧会（Taka Ishii Gallery、東京）オープニングアクト：ロマンチカ、音楽：秋田昌美
- 1997年 - 展覧会（Gallery Institute、ベルリン）
- 2000年 - 展覧会（Asian Fine Arts Gallery、ベルリン）
- 2000年 - 『花代展 ウツシ ユメクニ』（パルコギャラリー、東京）
- 2000年 - 『ハナシャンブル 子供のための冬の遊び場』（クンスト・ヴェルケ、ベルリン）
- 2001年 - 『tadaimankochan』（茶柱、東京）
- 2001年 - 展覧会（Galerie binz & kramer、ケルン）
- 2002年 - 展覧会（ギャラリー小柳、東京）
- 2002年 - 『花代展』（パレ・ド・トーキョー、パリ）
- 2002年 - 展覧会（Habitat Repubulique Store、パリ）
- 2003年 - 展覧会（agnès b.'s LIBRAIRIE GALERIE、香港）
- 2003年 - 展覧会（agnès b.銀座店、東京）
- 2004年 - 展覧会（APC、ベルリン）
- 2005年 - 展覧会（suzy wong bar、モスクワ）
- 2006年 - 展覧会（Miss heacker、ベルリン）
- 2008年 - 『hanayo』（ギャラリー小柳、東京）
- 2009年 - 『On a Genetic Level: Smell Light Laugh Memory Tear』（Galerie Birgit Ostermeier、ベルリン）
- 2010年 - 『においと光と笑いと記憶と涙の関係』（VACANT、東京）
- 2010年 - 『花代・写真展：物理的心霊現象のメカニズム』（パラボリカ・ビス、東京）
- 2010年 - 『COLPOESNE』（UTRECHT / NOW IDeA、東京）
- 2010年 - 『COLPOESNE』（mark and kyoko、ベルリン）
- 2011年 - 『schweigen über ...』（galerie krise、ベルリン）
- 2011年 - 『hanayos saugeile kumpels』（hiromi yoshii roppongi、東京）
- 2011年 - 『Houyhnhnm Girls』（IMPOSSIBLE PROJECT SPACE、東京）
- 2011年 - 『Koenzine』（gallery spare、東京）
- 2012年 - 『opening for gallery le lieu with ameba norimizu』（東京）
- 2012年 - 『agnes b Art Facade Project』（東京）
- 2012年 - 『Doppelgänger N Da Hood』（limArt、東京）
- 2012年 - 『MONDI』（Galleria Vault、プラート）
- 2013年 - 『Berlin』（タカ・イシイギャラリー、京都）
- 2013年 - 『ベルリン hanayos saugeile kumpels』（NADiff Window Gallery、東京）
- 2013年 - 『ベルリン hanayos saugeile kumpels』（tustaya、東京）
- 2013年 - 『灰色区域』（梅香堂、大阪）
- 2014年 - 『灰色区域』（CoSTUME NATIONAL、東京）
- 2014年 - 『hanayo in november』（KATA、東京）
- 2014年 - 『devil song』（Gallery Door、東京）
- 2014年 - 『As a Mayfly』（+81 GALLERY、ニューヨーク）
- 2014年 - 『ХанаеЛОМО』（IMA CONCEPT STORE、東京）
- 2014年 - 『花嫁ブラウス』（喫茶 宝石箱、東京）
- 2014年 - 『for MAN』（HOPKEN、大阪）
- 2015年 - 『FUTATSUKUKURI BABY BLUES』（pnteM, chikanoakichi、大阪）
- 2015年 - 『DIM』（スタジオ 35 分、東京）
- 2015年 - 『かげろうのやうに』（森岡書店、東京）
- 2015年 - 『music』（AL、東京）
- 2016年 - 『点子』（ギャラリー小柳、東京）
- 2017年 - 『hanayo III』（タカ・イシイギャラリー フォトグラフィー/フィルム、東京）
- 2018年 - 『かげろうのやうに at 哲学の小道』（ホホホ座、京都）
- 2018年 - 『何じょう物じゃ あんにゃもんにゃ』（STUDIO STAFF ONLY、東京）
- 2018年 - 『何じょう物じゃ あんにゃもんにゃ』（LVDB BOOKS、大阪）

### 主なグループ展
- 1993年 - 『G−GIRLS』（レントゲン藝術研究所、東京）
- 1994年 - 『小さな王子さま』寺山修二 流山児事務所（JanJan、東京）
- 1995年 - 『Traditional Japanese Dance Kiyomoto KOMORI』（ナショナルシアター、東京）
- 1997年 - 『Cities on the Move』（Cessation、ウィーン／CAPCボルドー現代美術館、ボルドー／P.S.1、ニューヨーク　他巡回）curated by Hans Ulrich Obrist
- 1997年 - 『ROSA LUXEMBURG by Christopf Schlingensief』（Berliner Ensemble Brecht Buhne、ベルリン）
- 1997年 - 『Passion Impossible, Wake Up Call For Germany Christopf Schlingensief』（Deutsches Schauspielhaus Hamburg）
- 1997年 - 『My Felt, My Fat, My Hare, 48 Hours Survival for Germany』（Dokumenta X、カッセル）
- 1998年 - 『Trash』（Greene Naftali、ニューヨーク）
- 1998年 - 『Ont le plaisir de vous convier a l'inauguration de l'exposition』（frac、ナント）
- 1999年 - 『expreriences du divers』（galerie art & essai、レンヌ）
- 1999年 - 『Protagonist in UK film “Seconde Generation”』（Shane O’Sullivan）
- 2000年 - 『台北ビエンナーレ』（台北市立美術館、台湾）
- 2000年 - 『Performance:”City of Girls,” Japan Pavillion』（The 7th International Architecture Exhibition、ヴェネツィア）
- 2001年 - 『mutations』（TN probe、東京）
- 2001年 - 『neue kunst in hamburg 2001』（ハンブルク美術館、ドイツ）
- 2002年 - 『Daily Life』（Gallery speak for、東京）
- 2002年 - 『aquaplaning』（hyeres les palmiers、イエール）
- 2002年 - 『home stories』（T-sistem nova GmbH berkom、ベルリン）
- 2003年 - 『Hope PIA1000th issue commemorative exhibition』（La Foret Museum、東京）
- 2003年 - 『circum-festival#03 jazz et musiques improvisees with circum grand orchestra』(リール）
- 2003年 - 『CICLO AS MENINAS』（Auditorio Serralves、ポルト）
- 2003年 - 『I,Yon-San’s World』(Atlier Dragon、広島）
- 2003年 - 『DIALOGUES by Sasha Waltz』（Grand theatre、ボルドー）
- 2003年 - 『Take Art Collection” 』（Spiral Garden、東京）
- 2004年 - 『六本木クロッシング 日本美術の新しい展望2004』（森美術館、東京）
- 2004年 - 『LIVE』（パレ・ド・トーキョー、パリ）
- 2004年 - 『フリーズ・アートフェア』（ロンドン）
- 2005年 - 『唐招提寺 鑑真和上・盧舎那仏に捧げる 献華写真・俳句展』（東京国立博物館 平成館、東京）
- 2005年 - 『white collection - marie claire』（スパイラルガーデン、東京）
- 2005年 - 『a project』（agnes b、東京）
- 2005年 - 『art 36 basel』（バーゼル）
- 2005年 - 『KUNST ODER KÖNIGIN』（Das Magazin der arena、ベルリン）
- 2006年 - 『LOEWE 創立160周年記念 現代美術展 Take me with you』（シルクロ・デ・ベジャス・アルテス、マドリー   ド／森美術館、東京）
- 2006年 - 『Musical PATTY HEARST』（Volksbune、ベルリン）
- 2006年 - 『PICTOPLASMA ANIMATION FESTIVAL』（berlinerfestspiele、ベルリン）
- 2007年 - 『In Neuem Kontext』（ヨハネ・エヴァンゲリスト教会、ハウス・デア・クルトゥレン・ デア・ヴェルト、ベルリン）
- 2007年 - 『You Are Here 2』（Eel Pie、ベルリン）
- 2007年 - 『woodenveil』（ballhausnaunyn、ベルリン）
- 2007年 - 『making up』(artMbassy、ベルリン）
- 2007年 - 『2nd PICTOPLASMA ANIMATION FESTIVAL』（Rodeo、ベルリン）
- 2008年 - 『5th berlin biennale』（kim）
- 2008年 - 『Secrets of the Berlin Supermuse  Neurotitan』（Schwarzenberg e.V.、ベルリン）
- 2008年 - 『this place is foreign』（mad vickys tea gallery、パリ）
- 2008年 - 『paris collection』（BERNHARD WILLHELM、パリ）
- 2009年 - 『Rooms without Walls』（ヘイワード・ギャラリー、ロンドン）
- 2009年 - 『No Man's Land』（在日フランス大使館旧庁舎、東京）
- 2009年 - 『KINDERZOO』（PROGRAM /ベルリン）
- 2009年 - 『auf wiedersehen new york!』（exile、ニューヨーク）
- 2009年 - 『fake you』（apartment、ベルリン）
- 2009年 - 『galerie krise start』（galerie krise、ベルリン）
- 2009年 - 『Live film jack smith!』（hau2、berlin with tony conrad）
- 2009年 - 『CARNAL』（Galerie Christa Schübbe、デュッセルドルフ）
- 2009年 - 『wooden veil unveiling ceremony』（Alten Kindl Barauerei、ベルリン）
- 2009年 - 『after the butcher』（HÜTTENDONG、ベルリン）
- 2009年 - 『"VILLAGE nowherenowsomewherenowhere" la Biennale de Lyon』（Le Grand Dôme de l’hôpital Hôtel Dieu/ リヨン）
- 2009年 - 『les grandes traversees there goes the neighborhood』（Bordeaux）
- 2009年 - 『a start』（Galerie Krise、ベルリン）
- 2010年 - 『Extra 3: The BeetoBee Net versus whiteout, Wooden Veil』（Kunsthaus Hamburg、ハンブルク）
- 2010年 - 『じぶんでつくる紙管こどもイス クリエーター50人からの贈りもの展』（ATRIER MUJI、東京）
- 2010年 - 『We are the islands』（Bethanien、ベルリン）
- 2010年 - 『第 2 回ネズミ講』（void+（東京）
- 2010年 - 『Spystation NC1074』（ニューカッスル）
- 2010年 - 『TOKYO PHOTO -nissan SKYLINE COUPE photo exhibition』（TOKYO PHOTO、東京）
- 2010年 - 『Barnes Dance – an opera by Nicholas Bussmann Sophiensaele』（ベルリン）
- 2010年 - 『The BeetoBee Net. VERSUS  Wooden Veil』（Kunsthaus Hamburg、ハンブルク）
- 2011年 - 『BETTER NEVER THAN LATE Final Show』（埼玉県立近代美術館、埼玉）
- 2011年 - 『Mauvais Genre』（_iLIVETOMORROW、香港）
- 2011年 - 『Live in your bread』（broom social club、ジュネーヴ）
- 2011年 - 『The Genesis』（Springsteen & Your Mama、ベルリン）
- 2011年 - 『 HanaChambre Berlin』（Tokyo Frontline、アーツ千代田3331）
- 2011年 - 『CREW NECK 2』（BEAMS、東京）
- 2011年 - 『what is this?』（monte chrisco studio、パリ）
- 2012年 - 『ギャラリーLe lieu のこけら落とし企画展 花代／飴屋法水』（Le Lieu、東京）
- 2012年 - 『Better never than late』（埼玉県立近代美術館、埼玉）
- 2012年 - 『MONDI』（Galleria Vault、プラート）
- 2012年 - 『ASO 講』（ASOKO、東京）
- 2012年 - 『the snap cardigan show』（agnes b、東京）
- 2013年 - 『BETTER NEVER THAN LATE: Diversity』（小太刀製作所工場跡、東京）
- 2014年 - 『Little nassau』（little nassau、ニューヨーク）
- 2015年 - 『Bring Your Own』（betweenbridges、ベルリン）
- 2015年 - 『hana△ 補中益気湯』（VACANT、東京）
- 2015年 - 『Traditional Japanese Dance Kiyomoto Tamausagi』（ナショナル劇場、東京）
- 2016年 - 『総合開館 20 周年記念 TOP コレクション「東京・TOKYO」』（東京都写真美術館）
- 2016年 - 『花代＆沢渡朔「点子」』（ギャラリー小柳、東京）
- 2016年 - 『ビエンナーレ boat rage #10 - slum』（ベルリン）
- 2016年 - 『Derek Jarman chroma with Simon Fisher Turner』（アップリンク、東京）
- 2016年 - 『MONKY MAGIC』（gater、東京）
- 2017年 - 『開通 55 周年記念「芸術作品に見る首都高展」』（O 美術館、東京）
- 2017年 - 『6 人の灰色区域』（gallery TRAX、山梨）
- 2017年 - 『The New Normal』（SUPA Suriye Pasajı Salon、イスタンブール）
- 2017年 - 『総合開館 20 周年記念 TOP コレクション「いま、ここにいる」平成をスクロールする 春期』 （東京都写真美術館）
- 2017年 - 『Tokyo 35°N Family Matters』（JULIEN DAVID JINGUMAE SHOP、東京）
- 2017年 - 『MOT サテライト 2017 春 「往来往来」東京都現代美術館主催』（清澄白河エリアの各所、東京）
- 2017年 - 『DOMMUNEEXTREAM QUIET VILLAGE』（庭園美術館 with matan zamir 飴屋法水 時計奏）
- 2018年 - 『i will always be here  with kudos』（cpk gallery、東京）

## 映画・舞台
- 1993年 - 『主婦マリーがしたこと』（パルコ劇場）
- 1994年 - 『星の王子様 寺山修司作 流山児★事務所』（渋谷ジァン・ジァン）
- 1995年 - 『日舞 花柳流「清元 子守り」』（国立劇場、東京）
- 1995年 - 『真っ赤なしずく』（メデイアレモラス）
- 1996年 - 『サヨナララ』（メデイアレモラス）
- 1997年 - 『ROSA LUXEMBURG by Christopf Schlingensief』（Berliner Ensemble Brecht Buhne、ベルリン）
- 1997年 - 『Passion Impossible, Wake Up Call For Germany Christopf Schlingensief』（Deutsches  Schauspielhaus、ハンブルク）
- 1997年 - 『My Felt, My Fat, My Hare, 48 Hours Survival for Germany』（Dokumenta X / カッセル）
- 1999年 - 『Protagonist in UK film “Seconde Generation”』（Shane O’Sullivan）
- 2000年 -  台北ビエンナーレ（台北）
- 2000年 - 『第7回ベネチア建築ビエンナーレ』（日本館「少女都市」にてパフォーマンス）
- 2003年 - 『対話の前に―サシャ・ワルツ』（ボルドー国立オペラ劇場、ボルドー）
- 2003年 - 『circum-festival#03』（jazz et musiques improvisees with circum grand orchestra、リール）
- 2003年 - 『シクロ・アズ・メニーナス』（セラルヴェ音楽堂、ポルトガル）
- 2006年 - 『Musical PATTY HEARST』（Volksbune、ベルリン）
- 2006年 - 『PICTOPLASMA ANIMATION FESTIVAL』（berlinerfestspiele、ベルリン）
- 2008年 - 『BERNHARD WILLHELM paris collection』（パリ）
- 2009年 - 『live film jack smith!』（hau2、ベルリン）
- 2009年 - 『Rooms Without Walls』（Hayward Gallery、ロンドン）
- 2009年 - 『Les grandes traversees there goes the neighborhood（ボルドー）
- 2010年 - 『オペラ「Barnes Dance」（Nicholas Bussmann 作）』（Sophiensaele、ベルリン）
- 2011年 - 『ハナリカモタヨ』（VACANT、東京）
- 2011年 - 『ハナリカモタヨ』（HONGKONG TOUR、香港）
- 2012年 - パフォーマンス with 飴屋法水＆kathy（gallery le lieu、東京）
- 2013年 - パフォーマンス with steve lemercier and 点子（タカ・イシイギャラリー、京都）
- 2013年 - パフォーマンス with steve lemercier and 点子（NADiff、東京）
- 2013年 - パフォーマンス with yusuf etiman , 矢代諭史、竹田大純（東京電機大学）
- 2014年 - 『日本舞踊 長唄「胡蝶」』（目黒雅叙園、東京）
- 2015年 - 『花代・点子、日本舞踊 花柳流「清元 玉兎」』（国立劇場小劇場、東京）
- 2016年 - 『日本舞踊 長唄「大原女」』（目黒雅叙園、東京）
- 2017年 - 『第三次性徴』（都立現代美術館、東京）
- 2017年 - 『DOMMUNEEXTREAM QUIET VILLAGE』（庭園美術館 with matan zamir 飴屋法水 時計奏）
- 2017年 - 『かげろうのやうにインプロ with matan zamir』（経堂ハウス、東京）
- 2017年 - 『灰色エチュード』（GALLERY TRAX、山梨）
- 2018年 - 『灰色夜会』（old house、東京）
- 2018年 - 『かげろのやうに 哲学の道』（清元玉屋 安楽寺、京都）

## CD・テープ レコード
- 1993年 - 『ばっちグー！』ハッピーGOラッキー（3人ユニット）サエキけんぞうプロデュース（メディア・レモラス）
- 1995年 - 『真っ赤なしずく』（ポニーキャニオン）三宅純（MEDIA REMORAS）
- 1996年 - 『サヨナララ』Black Dogs & hair stylistics プロデュース（MEDIA REMORAS）
- 1997年 - 『Queen of Suede Psycho』（Sony Epic） ※ヴァピッドリー (Vapid Dolly)名義
- 1999年 - 『Hanayo in Panacea』（Mille Plateaux）
- 2000年 - 『GIFT/献上』（DHR Geist）
- 2003年 - 『joe le taxi』（Universal）
- 2009年 - 『wooden veil』（dekorder）
- 2014年 - 『over the rainbow』（PANTY）
- 2014年 - 『cloudy day』（PANTY）
- 2015年 - 『As a mayfly』（自主制作）
- 2016年 - 『マホロボシヤ』青葉市子（ビクターミュージック）

## 雑誌・表紙
- 『いまこの瞬間 愛しているということ 辻仁成』（集英社）
- 『オッストンコちゃん 田中カツキ』
- 『21世紀文学の創造7・男女という制度』（岩波書店）
- 『夏の闇 開口健』
- 『STUDIO VOICE』
- 『VOGUE NIPPON』
- 『Harper's BAZAAR』
- 『流行通信』

## テレビ・コマーシャル
- 『笑っていいとも』
- 『音楽は世界だ』
- 『カルビーピザコーン』
- 『噂のcmガール』
- 『ちょうねんてんミュージアム』
- 『真夜中の王国』